# Едуард Шеварднадзе
Едуард Амвросиевич Шеварднадзе (1928 – 2014) е вторият президент на Грузия – от 26 май 1995 до 23 ноември 2003 след отцепването на страната от Съветския съюз през април 1991. Шеварднадзе е министър на външните работи на Грузия през ноември и декември 1991 след като е заемал същия пост в СССР от 2 юли 1985 до 20 декември 1990. Той е съветски и грузински дипломат и политик, първи секретар на Комунистическата партия на Грузия (29 септември 1972 – 6 юли 1985).

## Биография
Роден е в село Мамати, Ланчхутски район, Грузинска ССР, Закавказка съветска федеративна социалистическа република (дн. област Гурия в Грузия) на 25 януари 1928 г.
Завършва Тбилиския медицински техникум и Кутаиския педагогически институт „А. Цулукидзе“ (1959)

### Съветска Грузия
От 1946 г. е на комсомолска и партийна работа. От 1961 до 1964 г. е първи секретар на районния комитет на Комунистическата партия на Грузия в град Мцхете, а по-късно е първи секретар на Первомайския районен комитет на партията в Тбилиси.
В периода от 1964 до 1972 г. е първи заместник-министър по охраната на обществения ред, а малко по-късно – министър на вътрешните работи на Грузия.
От 1972 до 1985 г. е първи секретар на Централния комитет на Компартията на Грузия, след обвинения в корупция Василий Мжаванадзе. На този пост провежда широко рекламирана кампания по борба с черния пазар и корупцията.

### Външен министър на СССР
Шеварднадзе е сред най-близките съратници на Горбачов в провеждането на политиката на „перестройка“ (преустройство), гласност и намаляване на международното напрежение.
През 1985 г. е назначен на длъжността министър на външните работи на СССР и е избран за член на Политбюро на ЦК на КПСС. Избран е за депутат във Върховния съвет на СССР. От 1990 до 1991 г. е народен депутат на СССР.
На поста министър на външните работи изпраща в пенсия голяма част от дипломатите от старата съветска школа и провежда чистка в министерството. Дейността му на тази длъжност е в период, когато комунистическите режими в Източна Европа падат и съветските войски се оттеглят от „братски страни“, членове на Организацията на Варшавския договор.
През декември 1990 г. подава оставка „в знак на протест против надигащата се диктатура“ и напуска редиците на КПСС. През ноември 1991 г. по молба на Михаил Горбачов отново поема поста на външен министър на СССР, но след разпада на СССР месец по-късно длъжността е закрита.
През декември 1991 г. Шеварднадзе е сред първите висши ръководители на СССР, които признават Беловежкото споразумение, което слага край на 69-годишното съществуване на СССР.

### Независима Грузия
Само няколко седмици след като напуска поста външен министър на СССР, Шеварднадзе отново поема властта в родна Грузия. В периода декември 1991 – януари 1992 г. Шеварднадзе е главен организатор на военния преврат в Република Грузия, сваляйки от власт президента Звиад Гамсахурдия и давайки фактически начало на гражданска война. Голяма роля за идването на власт на Шеварднадзе изиграва бойната групировка „Мхедриони“, оглавявана от Джаба Йоселиани.
През 1992 г. е председател на нелегитимния орган Държавен съвет на Република Грузия. През 1992 – 1995 г. е председател на парламента на Република Грузия, председател на Държавния съвет по отбрана на Грузия. От ноември 1993 г. е председател на Гражданския съюз на Грузия.
От 1995 г. е президент на Грузия. На 9 април 2000 г. е преизбран за президент на Грузия, получавайки повече от 82% от гласовете на избирателите. През септември 2002 г. Шеварднадзе заявява, че след края на мандата през 2005 г. ще излезе в пенсия и ще пише мемоари. На 8 октомври 2002 г. Шеварднадзе заявява, че неговата среща с президента на Руската федерация Владимир Путин, състояла се в Кишинев, става „начало на прелом в грузинско-руските отношения“ (лидерите на тези страни обявяват готовност за съвместна борба с тероризма).
На 2 ноември 2003 г. в Грузия са проведени парламентарни избори. Опозицията призовава своите поддръжници към гражданско неподчинение. Те настояват властите да обявят изборите за несъстоятелни. На 20 ноември същата година ЦИК на Грузия обнародова официалните резултати от парламентарните избори. Блокът на Шеварднадзе „За нова Грузия“ събира 21,32% от гласовете, „Съюз за демократично възраждане“ – 18,84%. Противниците на Шеварднадзе сочат тези резултати като „издевателство“ и открита, тотална фалшификация. Съмненията в резултата от изборите става причина за т.нар. Розова революция, протекла от 21 до 23 ноември 2003 г. Опозицията дава ултиматум на Шеварднадзе – или да подаде оставка от поста президент, или опозицията ще превземе резиденцията Крцаниси. На 23 ноември същата година Шеварднадзе подава оставка.
Подкрепя партята „Грузинска мечта“, която печели парламентарните избори през октомври 2012 г.
Мемоарите на Шеварднадзе излизат в Тбилиси на грузински език под заглавие „Мисли за миналото и бъдещето“ (2006). Спомените му са преиздадени в Германия на немски език, озаглавени „Когато рухна желязната завеса. Срещи и спомени“ (2007). Под същото заглавие излизат и на руски език в Москва през 2009 г.
Почива от тежко боледуване в Тбилиси на 7 юли 2014 г.